# Jurinia versicolor
Jurinia versicolor är en tvåvingeart som beskrevs av Robineau-desvoidy 1863. Jurinia versicolor ingår i släktet Jurinia och familjen parasitflugor. Inga underarter finns listade i Catalogue of Life.